# Bernhard Sieburger
Bernhard Wilhelm Sieburger (* 21. Dezember 1825 in Danzig, Westpreußen; † 25. November 1909 in Prag) war ein deutsch-böhmischer Porträt- und Historienmaler.

## Leben
Sieburger kam 1843 aus Danzig, um ein Studium der Malerei an der Kunstakademie Düsseldorf zu beginnen. Nach der Elementarklasse besuchte er dort die 2. Klasse bei Karl Ferdinand Sohn, dann bis 1847 Malklassen von Theodor Hildebrandt. Weil er länger ausblieb, verlor er 1847 seinen Studienplatz an der Düsseldorfer Akademie. Greifbar ist er wieder als „Prager Künstler“, als er 1859 an der Jahresausstellung der k. k. Akademie der bildenden Künste in Wien mit dem Porträt einer Dame und eines Kindes auftrat. Zwei Jahre später beteiligte er sich an der „Jänner-Ausstellung“ des österreichischen Kunstvereins mit einem Damenporträt. In der III. allgemeinen deutschen Kunstausstellung zu Wien im September 1868 stellte er das Historienbild König Lear schützt seine Tochter Cordelia im Kerker gegen die Angriffe der Mörder aus. 1870 war er auf der Jahresausstellung der Kunstakademie in Dresden mit dem Motiv Das trauernde Aschenbrödel vertreten.
Sieburger war Gesellschafter der 1849 bzw. 1851 gegründeten Prager Papier-Tapetenfabrik Robert & Bhd. Sieburger, die in Bubentsch bei Prag Produkte wie Tapetenreliefs, Rouleaux und Jalousien herstellte und exportierte, etwa nach Italien, in die Donaufürstentümer, nach Russland und nach Amerika. 1867 erhielt diese Firma eine ehrenvolle Erwähnung auf der Exposition universelle d’Art et d’industrie in Paris. Auch auf der Weltausstellung 1873 in Wien war die Firma vertreten, ebenso durch eine Kollektion Seidenvelourtapeten und Alpenblumendekorationen für Wände und Plafonds im k. k. österreichischen Museum für Kunst und Industrie.
Sieburger lebte seit 1855 bis zu seinem Tod in der Vorstadt Smichow bei Prag. Noch in den 1890er Jahren stellte er seine Bilder aus. Seine 1862 geborene Tochter Frieda wurde ebenfalls Malerin, sie malte Landschaften.